# Würnitz (Gemeinde Harmannsdorf)
Würnitz ist eine Ortschaft und eine Katastralgemeinde der Gemeinde Harmannsdorf im Bezirk Korneuburg in Niederösterreich. Die Ortschaft hat 964 Einwohner (Stand 1. Jänner 2024). Bis Ende 1974 war Würnitz eine eigenständige Gemeinde.

## Geographie
Das zwischen Rußbach und Donaugraben gelegene Dorf befindet sich am westlichen Bergfuß des Glockenberges (365 m ü. A.). Der Ort liegt zwischen den Landesstraßen L30 und L33 und ist über die L1107 erreichbar. Der Würnitzer Bach entwässert in den Rußbach.

## Geschichte
Eine Kreisgrabenanlage aus der mittleren Jungsteinzeit belegt die frühe Bedeutung der Region. Im Jahr 1774 wurde das Kreisamt von Würnitz nach Korneuburg verlegt.
Laut Adressbuch von Österreich waren im Jahr 1938 in der Ortsgemeinde Würnitz zwei Bäcker, ein Fleischer, ein Friseur, zwei Gastwirte, zwei Gemischtwarenhändler, ein Marktfahrer, ein Müller, ein Sattler, zwei Schmiede, ein Schneider und vier Schneiderinnen, drei Schuster, ein Trafikant, zwei Tischler, ein Wagner, ein Wasenmeister und einige Landwirte ansässig.
Mit 1. Jänner 1975 wurde die bis dahin selbständige Gemeinde Würnitz nach Harmannsdorf eingemeindet.

## Öffentliche Einrichtungen
In Würnitz befindet sich ein Kindergarten.

## Kultur und Sehenswürdigkeiten

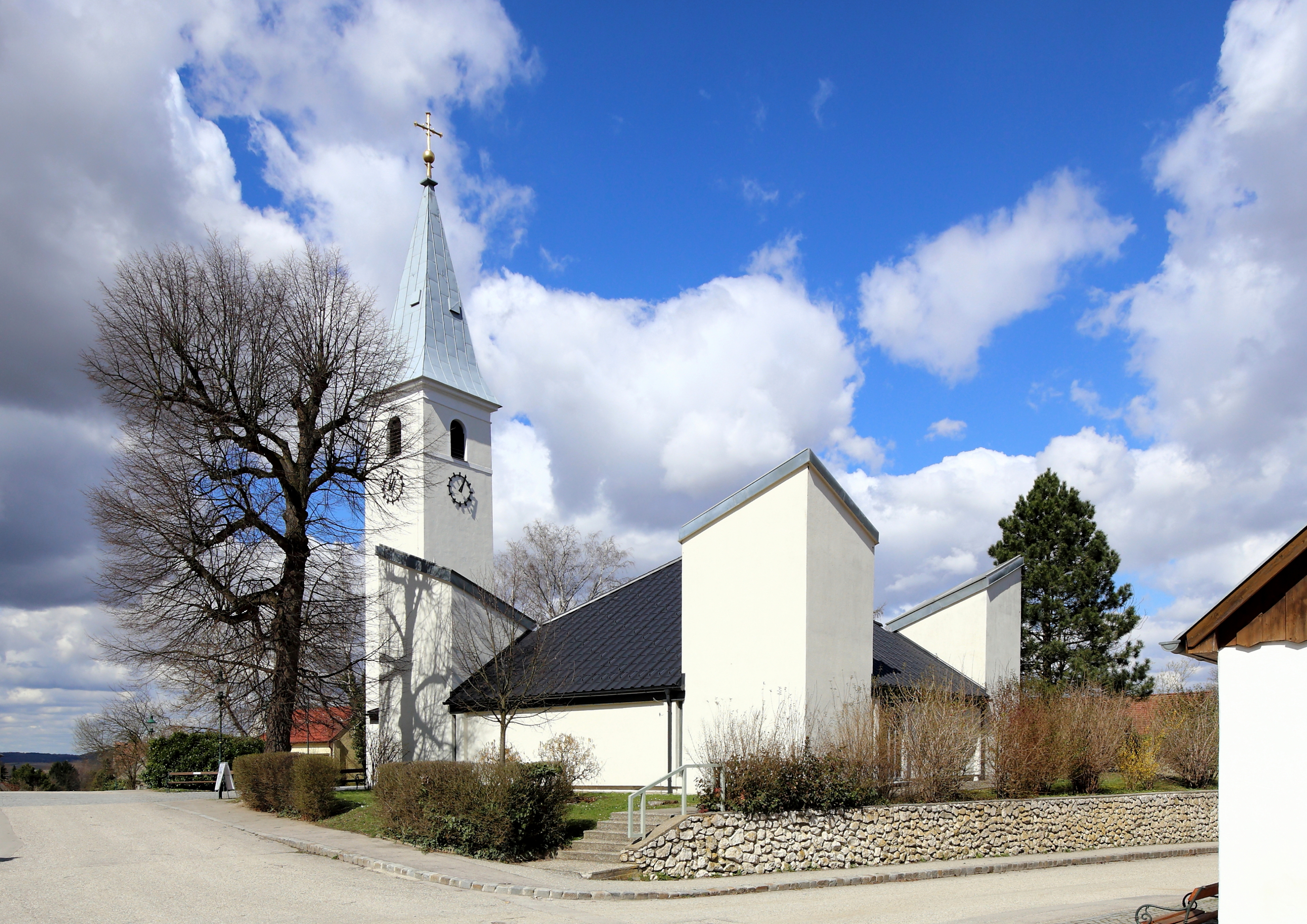
Pfarrkirche Würnitz

- Katholische Pfarrkirche Würnitz hl. Vitus

## Persönlichkeiten
- Franziska Rösel (1870–1934), Politikerin (CSP)
- Anna Hedwig Benna (1921–2015), Historikerin und Archivarin